# علم الحيوان الفقاري
علم الحيوان الفقاري هو فرع من علم الأحياء يهتم بدراسة الحيوانات الفقارية، أي الحيوانات التي تمتلك عمودًا فقريًا، مثل الأسماك والبرمائيات والزواحف والطيور والثدييات. تمتلك العديد من متاحف التاريخ الطبيعي أقسامًا تحمل اسم "علم الحيوان الفقاري"، وفي بعض الحالات، تحمل المتاحف بالكامل هذا الاسم، مثل متحف علم الحيوان الفقاري في جامعة كاليفورنيا، بيركلي.

## الأقسام الفرعية
يتضمن هذا الفرع من علم الحيوان العديد من التقسيمات الفرعية الأخرى، ومنها:
- علم الأسماك (Ichthyology) - دراسة الأسماك.
- علم الثدييات (Mammalogy) - دراسة الثدييات.
  1. علم الخفافيش (Chiropterology) - دراسة الخفافيش.
  2. علم الرئيسيات (Primatology) - دراسة الرئيسيات.
- علم الطيور (Ornithology) - دراسة الطيور.
- علم الزواحف والبرمائيات (Herpetology) - دراسة الزواحف والبرمائيات.
  1. علم البرمائيات (Batrachology) - دراسة البرمائيات.

تقسم أحيانًا هذه الفروع إلى تخصصات أكثر تحديدًا.